# Weyer (Rajna-vidék-Pfalz)
Weyer település Németországban, Rajna-vidék-Pfalz tartományban. Lakosainak száma 486 fő (2023. december 31.).

## Népesség
A település népességének változása:
| Lakosok száma | 452  | 467  | 469  | 455  | 459  | 486  |
|               | 1975 | 2017 | 2019 | 2021 | 2022 | 2023 |